# مخمس
مخمس یا تخمیس به مسمط پنج‌مصراعی می‌گویند که چهار مصراع اول آن هم‌قافیه (مصرع) هستند. معمولاً دو مصراع آخر مخمس تضمینی از یک غزل مشهور است.

## نمونه‌ای از یک مخمس
تخمیس زیر را شاه اسماعیل یکم با تضمین از غزل حافظ سروده است. سه مصراع اول هر بند از شاه اسماعیل (با تخلص خطایی) است و دو مصراع آخر هر بند، یک بیت از غزل حافظ است.
| تو آن گلی که خراب تو گل‌عذارانند   |  |                             |
| اسیر بند کمند تو شهسوارانند       |  |                             |
| به بند دانه و دامت چو من هزارانند |  |                             |
| غلام نرگس مست تو تاجدارانند       |  | خراب بادهٔ لعل تو هوشیارانند |

| تو با کرشمه و ناز و گدا به عجز و نیاز |  |                               |
| کنون که صاحب حسنی به حسن خویش بناز    |  |                               |
| تو را رقیب و مرا شد سرشک محرم راز     |  |                               |
| تو را صبا و مرا آب دیده شد غماز       |  | وگرنه عاشق و معشوق رازدارانند |

| رسید موسم گل، عیش و کامرانی کن  |  |                                |
| گذشت عمر، گرانی مکن روانی کن    |  |                                |
| خلاف زاهد مکار تا توانی کن      |  |                                |
| در آ به میکده و چهره ارغوانی کن |  | مرو به صومعه کآنجا سیاه‌کارانند |

| سپاه خال و خطتت می‌کنند غارت دین    |  |                                |
| نشسته ابرو و چشمت ز گوشه‌ها به کمین |  |                                |
| کشیده صف ز خطا تا به روم لشکر چین  |  |                                |
| گذر بکن چو صبا بر بنفشه‌زار و ببین  |  | که از تطاول زلفت چه سوگوارانند |

| چو آفتاب رُخت نیست ماه در خاور     |  |                                  |
| نهاده پیش قدت سرو سرکشی از سر     |  |                                  |
| ندیده دیده چو روی تو ای پری‌پیکر   |  |                                  |
| به زیر زلف دو تا چون نگه کنی بنگر |  | که از یمین و یسارت چه بی‌قرارانند |

| ببین که مردم چشمت چو آهوی صیاد       |  |                              |
| ز خال دانه ز زنجیر زلف دام نهاد      |  |                              |
| ز خال و دانه خطایی چنین به دام افتاد |  |                              |
| خلاص حافظ از آن زلف تابدار مباد      |  | که بستگان کمند تو رستگارانند |

### کتابشناسی
- صفا، ذبیح‌اللّه، تاریخ ادبیات در ایران (جلد ۴)، انتشارات فردوس، ۱۳۶۸.